# 日蔭茶屋事件
- 日陰茶屋事件

日蔭茶屋事件（ひかげちゃやじけん）は、1916年（大正5年）9月16日に神奈川県三浦郡葉山村（現・葉山町）で起きた傷害事件。
思想家で社会運動家の既婚者・大杉栄が、葉山村にある旅館「日陰茶屋（現・日影茶屋）」において既婚の不倫相手である伊藤野枝と密会を重ねることに嫉妬したもう一人の不倫相手である東京日日新聞記者の神近市子に首を刺されて重傷を負った事件で、この事件によって日陰茶屋と神近が一躍有名になった。事件後、神近は傷害罪で実刑判決を受け、大杉と野枝は同志から批判を浴びて孤立した。

## 概要
1916年（大正5年）2月、伊藤野枝は夫である辻潤と子供を残して家を出て、思想家で社会運動家の大杉栄との関係をスタートさせた。野枝は婦人月刊誌「青鞜」の編集長の座を平塚らいてうから受け継いでいたが、大杉との関係を始めたことで編集作業を放棄し、そのまま廃刊となった。また大杉には妻・堀保子がおり、さらに大杉へ金銭的な援助を続けていた愛人に神近市子がいたが、神近は野枝が編集長を務めていた「青鞜」の編集メンバーだった。野枝が大杉に近づいたことで大杉・保子・野枝・神近の四角関係が始まったが、大杉はこの関係を継続させるために「お互いに経済的自立をすること」「同棲などせず別居生活を送ること」「お互いの自由性も尊重すること」を約束させた。しかし「青鞜」が廃刊となったために野枝は暮らしていけず、東京・番町の大杉の下宿先に住むようになる。大杉自身も発行していた雑誌が発禁処分の連続で家賃を滞納するようになり、2人は本郷の菊坂ホテルで同棲を始めた。その後、「発禁となったのは内務省にある」として内務大臣に直談判して資金を得ることに成功し、同棲解消資金として神近の嫉妬を抑えていた。
神近は長崎から上京後、様々な土地で暮らす「引っ越し道楽」の女性だった。芝田村町（現・西新橋）に住んでいた頃、有楽町にあった東京日日新聞へ入社した。神近は社会部に配属されて記者として著名人の取材に奔走する一方で、社会主義思想に共感を覚えた。そのためアナキストである大杉の「仏蘭西文学研究会」に参加して小説や評論を発表していた。既婚者である大杉との恋愛関係は神近が芝田村町から麻布霞町へ転居後にスタートし、社会主義への関心から大杉と親しくなった神近は5円（現在で約10万円）程度の資金援助を行い、大杉も野枝も「金が無ければ（神近から）借りれば良いしもらえば良い」という性格だったために金策へ走り回っていた。前述のように大杉は保子と結婚しているが、不倫関係だった野枝の後に神近とも肉体関係を持ち、神近が大杉へ金を出すうちに大杉と野枝の仲が深まっていった。そのため神近が、自身が支援した金の話をし始めると大杉が「返す」と言い出したため、これで関係が絶たれると思った神近が大杉と野枝を殺害しようとした。
このような四角関係で別の不倫相手に嫉妬した神近は、事件を起こした。大杉は首を刺されて重傷を負い、神近は傷害罪で懲役2年（一審では懲役4年）の実刑判決を受けた。法廷での神近は本当の標的が野枝だったことを明かし、野枝を殺害しようとするも出来ずに大杉を刺したことと、野枝に対する妬みを詳細に陳述している。弁護人の鈴木富士彌は神近について「当時、被告人（神近）は月経のため心身衰弱の態なりしを以て減刑の価充分なり」とリヒャルト・フォン・クラフト＝エビングの月経要因説を用いて執行猶予を主張した。神近は八王子刑務所での服役中に文筆活動を開始し、翌年に別の男性と結婚した。1919年10月3日、満期で出所した。
神近は3児を出産した後に離婚し、戦後は日本社会党の衆議院議員を5期13年もの長きにわたって務め、81歳まで現役だった。議員としての神近は売春防止法の制定などに尽力し、1981年（昭和56年）8月1日に死去した。93歳没。
一方の大杉は、異性関係において「フリーラブ」という、「肉体関係があっても男女が同居せず自由に恋愛すべき」「不倫上等、浮気OK」という独自の思想を構築している自由恋愛主義者で、大杉にとって都合のいい多夫多妻制という考えを持っていた。しかし事件後、大杉は保子と離婚した。野枝は縁組みによる結婚を破棄しようと逃亡し、女学校時代の恩師である辻潤の自宅に向かって結婚した。しかし野枝は辻と自身の子供を捨てて自ら大杉との四角関係に身を投じ、婦人月刊誌「青鞜」の編集長だった平塚らいてうに「あんた、仕事しないなら私に雑誌ちょうだい」と迫り、大杉が拘束されると内務大臣宛てに面倒な手紙を送付するような人物だった。そのうえに他人の物でも関係無く自分の物として使用したり、資金が無ければ「借りれば良い」、資金がある時は「与えれば良い」と考え、「お前の物は私の物。私の物もみんなの物。不倫上等。貧乏上等。迷惑上等で合言葉は『相互扶助』」の性格のために、周囲から「悪魔」「淫乱」「逆賊」と批判されていた。そんな批判を逆手にとって「悪魔の子」として自身の子を出産した際には「魔子（のち野枝の死去後に『真子』と改名）」と名付け、その後はアナキスト由来のエマ（1919年 - 2003年）、ルイズ（1922年 - 1997年）、ネストル（1923年 - 1924年）を大杉との間に産んでいる。
日陰茶屋事件によって大杉と野枝の不倫関係が露呈したことで、2人は同志から批判を浴びて孤立したが、これがお互いに同志としてさらに強く求め合うようになる。しかし、事件からちょうど7年が経過した1923年（大正12年）9月16日、大杉と野枝は自宅近くから憲兵隊特高課に連行され、甘粕正彦らによって殺害されることとなる。

## 事件を題材とした作品
- エロス+虐殺 - 1970年（昭和45年）の映画で、神近など一部の人物は変名となっている。神近は内容を巡って上映禁止の仮処分を訴えたが敗訴した[14]。